# 宜興市

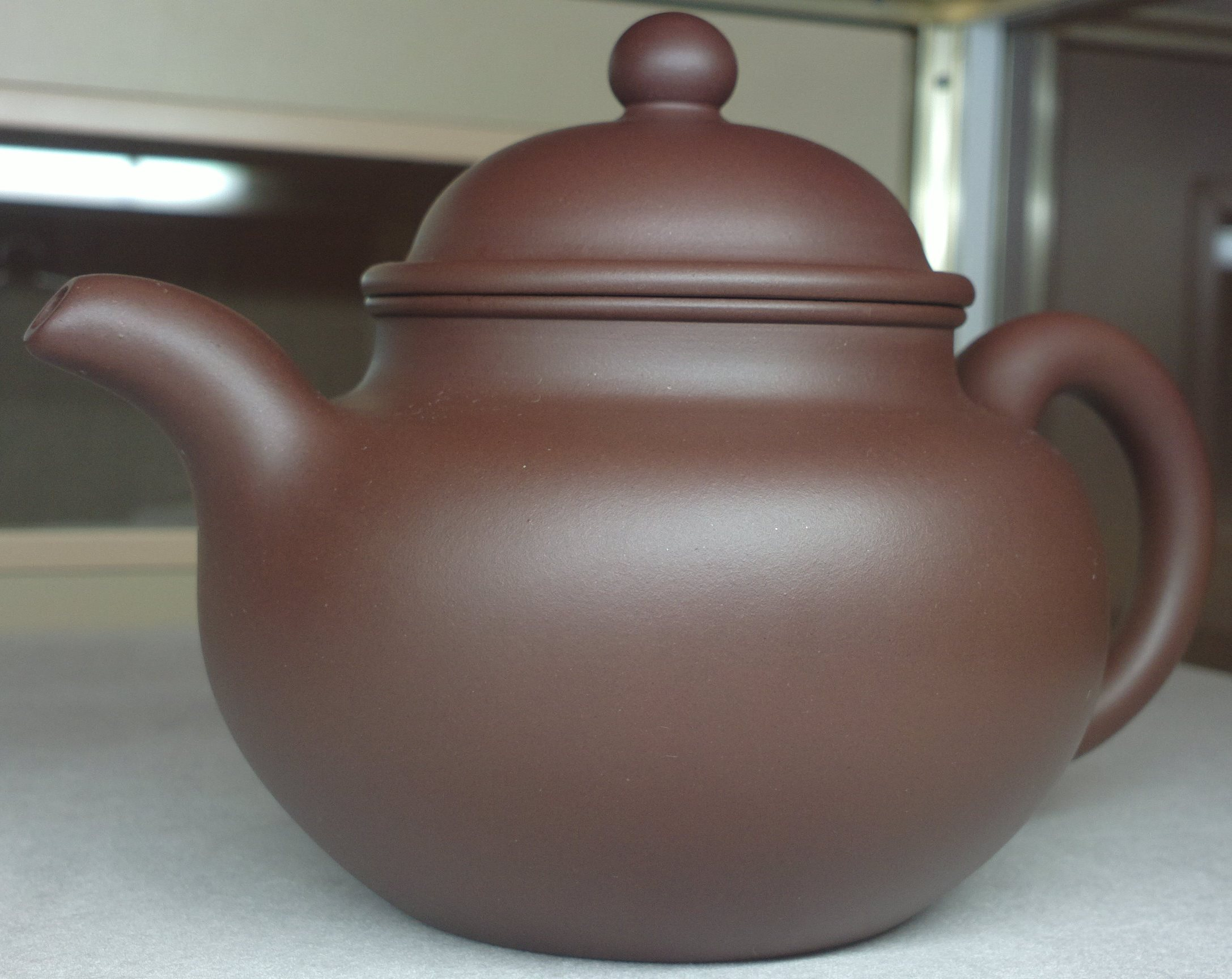
名物の紫砂壺

宜興市（ぎこう-し）は中華人民共和国江蘇省に位置する省直轄の県級市であり、しばらく無錫市に代理管轄されている。

## 地理
宜興市は、江蘇省南部、無錫市内に位置する。太湖の西岸に位置している。

### 地域

#### 行政区画
5街道、13鎮を管轄する。
- 街道：宜城街道、屺亭街道、新荘街道、新街街道、芳橋街道
- 鎮：張渚鎮、西渚鎮、太華鎮、徐舎鎮、官林鎮、楊巷鎮、新建鎮、和橋鎮、高塍鎮、万石鎮、周鉄鎮、丁蜀鎮、湖㳇鎮
- 都心：宜城街道と丁蜀鎮は都心区域

## 歴史
- 春秋時代は呉に属し荊邑と呼ばれた。
- 秦は陽羡県を置き、晋代に義興郡と改められた。
- 隋は郡を廃して義興県を置いた。
- 唐は義興県を常州の管轄下に置いた。
- 北宋期に宜興県と改められた。
- 清に入ると人口増加から宜興県と荊渓県に分割された。
- 1912年再び合併。
- 1983年に県級市に昇格した。

## 対外関係

### 姉妹都市･提携都市
- ノヴォ・メスト（スロベニア共和国 ドレンスカ地方）
  - 1995年（平成7年）11月9日 - 姉妹友好都市提携締結
- 聞慶市（大韓民国 慶尚北道）
  - 2010年（平成22年）3月10日 - 姉妹友好都市提携締結
- ヘイワード（アメリカ合衆国 カリフォルニア州 アラメダ郡）
  - 2015年（平成27年）10月19日 - 姉妹友好都市提携締結
- 常滑市（日本国 中部地方 愛知県）
  - 2018年（平成30年）4月25日 - 窯業産地という縁があり、姉妹友好都市提携締結[1]。

## 経済

### 第二次産業

#### 陶業
製陶業が盛んで、「陶都」と呼ばれている。
特に「紫砂」が有名であり、そのほか「青磁」、「彩陶」、「精陶」も国内一の生産量を誇る。近年エコ関連の工業やケーブルの生産も国内トップになった。

### 第三次産業

#### 観光業
- 善巻洞
- 竹海
- 玉女山荘
- 大覚寺

## 文化・名物

### 名産・特産
- 紫砂壺
- 陽羡茶
- 太湖百合（百合のめ）
- 栗
- 筍
- 太湖蟹

## 交通
- 主要道路
  - G25 長深（寧杭）高速公路
  - S48 滬宜高速公路
  - S45 宜杭高速公路
  - S39 江宜高速公路
  - 104国道
- 鉄道
  - 宜興駅（中国語版） - 寧杭旅客専用線